# 石田絵里奈
石田 絵里奈（いしだ えりな、1986年1月23日 - ）は、日本のアナウンサー、実業家。CSインターナショナル株式会社代表取締役社長。アナウンサーとしての所属事務所はオールウェーブ・アソシエツ（業務提携）。従姉は声優、歌手の牧野由依。

## 来歴
2009年4月、茨城放送（現在のLuckyFM茨城放送）にアナウンサーとして入社した。 2010年6月、茨城放送を退社した。同年8月より、オールウェーブ・アソシエツから文化放送に派遣される
2013年3月、オールウェーブ・アソシエツから文化放送への派遣期間満了にともない、実業家に転身することを担当番組内で発表した。
現在は、CSインターナショナル株式会社の代表取締役社長として、業務に従事する。2013年10月、同社の第1号商品「清ら髪 ヘアケアパウダー」を発売した。2013年10月18日の『吉田照美 飛べ! サルバドール』にゲスト出演した。
2016年7月より日経CNBCキャスターとしてビジネスヘッドラインを担当する。
2018年5月12日、結婚したことと第一子を妊娠したことをTwitterで報告した。同年9月12日、予定より1ヶ月早く男児を出産した事をTwitterで報告した。

## 過去の担当番組

### 茨城放送時代
- たかとりじゅんのビタミンJ!（月・火担当）
- イオン土浦　よしもと生ラジオ
- お誕生日おめでとう
- ぼくの作文　わたしの作文
- 県だより
- 夕刊ほっと（月・水担当）

### 文化放送時代
- 石田絵里奈のHello♪TOKYO SKYTREE TOWN！（2011年6月 - 2012年3月30日）[1]
- FRIDAY SUPER COUNTDOWN 50（2010年8月6日 - 2012年3月30日）[1]
- 寺島尚正 ラジオパンチ!レポーター（木曜日）（2010年8月11日 - 9月30日）
- ガールズガード 女の子の保健室（2010年9月3日 - 2012年3月30日）[1]
- みんなのリッスン（2010年9月3日 - 2013年3月29日） - 『リッスン? 〜Live 4 Life〜』内のコーナーが、10分間の帯番組としてネットされているが、文化放送での放送がない金曜日を担当。
- くにまるジャパン（2010年10月7日 - 2013年3月28日） - 木曜日パートナー
- 眞善のなんか気になるっ（2010年10月10日 - 2013年3月31日） - アシスタント
- 文化放送ニュース、天気予報（日曜）（2011年4月9日 - 2013年3月31日）
- ミュージック・デザート（北陸放送向け裏送り番組、以前は高知放送にもネット） - 隔週で担当
- グッチ裕三 日曜うまいぞぉ!（2013年1月6日 - 3月31日） - アシスタント[4]
- 東洋学園大学 presents meets THE WORLD（ - 2013年3月30日） - アシスタント
- 近藤真彦 くるくるマッチ箱（2010年8月11日 - 2013年4月2日） - アシスタント[1]
- 美ヶ原高原美術館（ラジオCMのナレーション）
- 産経新聞（産経新聞の販売所のラジオCMのナレーション）

### その他
- 東京オートサロン「GOODYEARブースステージMC」（2016年1月）[5]